# Albany (Kentucky)
Albany ist eine Kleinstadt im Clinton County im US-Bundesstaat Kentucky. Das U.S. Census Bureau hat bei der Volkszählung 2020 eine Einwohnerzahl von 1760 ermittelt.

## Geographie
Die Stadt liegt bei 36° 41' 36" nördlicher Breite und 85° 8' 7" westlicher Länge (36,693280, −85,135286). Die Stadt erstreckt sich über ein Areal von 8,8 km², wobei keine Wasserflächen innerhalb des Stadtgebiets liegen oder es begrenzen.

## Demographie
Dem United States Census 2000 zufolge leben in Albany 2220 Einwohner in 1.018 Haushalten und 561 Familien. Die Bevölkerungsdichte beträgt 252,1 Menschen/km². Die Bevölkerung der Stadt teilt sich in 98,38 Prozent Weiße, 0,05 % Afroamerikaner, 0,14 % Indianer, 0,05 % Asiaten, 0,50 % ehemalige Bewohner der pazifischen Inseln, 0,18 Prozent haben andere ethnische Herkunft, bzw. 0,72 % leiten ihre Abstammung von zwei oder mehr Ethnien ab. 3,11 Prozent der Bevölkerung sind hispanischer oder lateinamerikanischer Abstammung.
In 25,1 Prozent der Haushalte leben minderjährige Kinder bei ihren Eltern, in 37,5 % wohnen verheiratete Paare, in 14,5 % leben allein erziehende Mütter, und in 44,8 % leben keine Familien bzw. unverheiratete Paare. 41,6 % aller Haushalte werden von einer einzelnen Person geführt und in 19,3 % der Wohnungen lebt eine alleinstehende Person, die älter als 65 Jahre ist. Die durchschnittliche Größe eines Haushalts beträgt 2,12 und die durchschnittliche Familiengröße 2,86 Individuen.
Die Altersstruktur der städtischen Bevölkerung Albanys teilt sich folgendermaßen auf: 21,5 % unter 18 Jahren, 9,9 % zwischen 18 und 24 Jahren, 24,4 % im Alter zwischen 25 und 44, 24,8 % zwischen 45 und 64, sowie 19,4 Prozent, die älter als 65 Jahre sind. Das durchschnittliche Alter beträgt 40 Jahre.
Auf je 100 Frauen kommen 80,2 Männer. Nimmt man das Vergleichsalter 18 Jahre oder älter an, so ergibt sich sogar ein Verhältnis von 100:77.
Das durchschnittliche Einkommen eines Haushaltes dieser Stadt beträgt 14.558 US-Dollar, das mittlere Einkommen einer Familie 22.652 $. Männer verfügen über ein Einkommen von 22.652 gegenüber 16.685 $ bei Frauen. Das Pro-Kopf-Einkommen innerhalb der Stadt beträgt 12.919 Dollar. 35,9 % der Bevölkerung und 28,9 % der Familien leben unterhalb der Armutsgrenze. In Bezug auf die Gesamtbevölkerung Albanys leben 49,8 % der unter 18-Jährigen und 36,5 % der über 65-Jährigen jenseits der Armutsgrenze.